# Осмех 2
Осмех 2 (енгл. Smile 2) амерички је психолошки хорор филм из 2024. у режији и сценарију Паркера Фина. Наставак је филма Осмех (2022). Главну улогу глуми Наоми Скот као поп певачица која почиње да доживљава низ све узнемирујућих догађаја док се спрема да иде на турнеју.
Приказан је 18. октобра 2024. у Сједињеним Америчким Државама, односно 17. октобра исте године у Србији.

## Радња
Шест дана после смрти Роуз Котер (како је приказано у Осмеху), сада уклет полицајац Џоел покушава да пребаци клетву Ентитета Смеха на другу особу тако што убија једног криминалца наочиглед другога. Током пуцњаве, он нехотично убија и тог другог. Дилер Луис Фреголи посведочи овоме, стога се клетва пребацује на њега. Џоел, сада ослобођен од клетве, покуша да побегне, али га успут згази камион, усмртивши га.
У међувремену, поп звезда Скај Рајли појављује се у програму Дру Баримор, припремајући се за повратничку турнеју након тешке борбе са злоупотребом супстанци и саобраћајне незгоде која је прошле године усмртила њеног момка глумца, Пола Хадсона. Упркос сталном надзору од стране асистента Џошуе и своје мајке и уједно менаџерке Елизабет, Скај се ишуња из куће да би набавила Викодин од Луиса, који је био њен школски колега, након што је повредила леђа током пробе. Луис се понаша помахнитало, вришти и доживљава напад. Нагло се уздиже са земље, почиње да јој се осмехује и пред њом извршава самоубиство, разваливши сопствено лице плочом за утег. Уплашена да је не затекну у просторији пуној дроге, Скај побегне прећутавши ово искуство.
Скај почиње да доживљава халуцинације, укључујући сусрете са људима који јој се осмехују, што све више доводи до пропадања њеног менталног стања. Тражећи утеху, она се помири са својом пријатељицом, Џемом. Скај прима поруку с непознатог броја од мушкарца, који јој говори да зна да је била у Луисовом стану и да је сада угрожена. Током једног јавног догађаја, Скај уочи међу гомилом свог покојног момка, Пола, како јој прилази са смешком на лицу, и случајно повреди једног старијег посетиоца, покушавајући да оде одатле.
У бару, Скај се налази са Морисом, мушкарцем који јој је слао поруку. Он тврди да је Ентитет убио његовог брата и да се клетва преноси на сваку особу која посведочи смрти претходне жртве. Верујући да је Ентитет заправо паразит и да не може опстати без људског тела као свог домаћина, он предлаже Скај да привремено заустави рад њеног срца те да је поново оживи, како би се поништила клетва са ње. Скај одбија и журбено одлази из бара након што је неки људи препознају. После дугачког нервног слома у свом стану, Ентитет, који преузима облик њених помоћних плесача, сузбија је у угао и пушта огромну руку низ њен врат, што јој изазива губитак свести.
Флешбек открива да је Скај проузроковала Полову смрт тако што је возила кола под дејством супстанци, за време њиховог сукоба. Касније, Скај се буди у кревету, примајући инфузију у руку, и препире се са мајком око надолазеће турнеје. Изненада, Елизабет развије осмех на лицу, разбија огледало и фатално се избада стаклићем. Престрављена, Скај успева да устане из кревета и пође ка вратима, али, на своју жалост, запази крвав стаклић од огледала у својим рукама, схвативши да је она избола Елизабет. Скај се среће са Џемом, која је вози да се нађе са Морисом. Међутим, тада је позива стварна Џема и Скај закључује да је особа поред ње у ствари Ентитет. Она ипак успева да преузме контролу над возилом и среће се са Морисом у напуштеној пицерији, па улази у хладно складиште, како би ниска температура спречила могуће оштећење мозга када јој буде заустављено срце. Морис накратко излази, а појављује се Ентитет у облику ње саме из саобраћајне незгоде. Током напорне борбе, Ентитет покуша да јој се увуче у уста, али му Скај одгризе палчеве и убоде се инјекцијом која би требало да јој привремено заустави рад срца. Но, Ентитет остаје непромењен и убеђује је да ипак "не држи конце у својим рукама". Потом је гурне у неку апаратуру и пожели јој срећу.
Скај се затекне на позорници за свој наступ у "Herald Square Garden" (фиктивна верзија "Madison Square Garden"). Међу публиком уочи Елизабет, Џошуу и Даријуса, који су живи, и закључује да су дешавања последњих неколико дана била њена халуцинација. Пред њом се појављује огроман Ентитет, са бројним насмејаним лицима наређаним једно преко другог. Скај почиње да вришти пре него што упада у транс, а Ентитет јој потпуно цепа уста и увлачи се унутра. Публика ово не види на тај начин, њима делује да је она посрнула на тло гушећи се. Сада запоседнута Скај се уздигне, развлачи осмех и убоде се на смрт микрофон у око, наочиглед неколико хиљада згранутих посетилаца.

## Улоге
| Глумац                | Улога       |
| --------------------- | ----------- |
| Наоми Скот            | Скај Рајли  |
| Роузмери Девит        |             |
| Кајл Галнер           | Џоел        |
| Лукас Гејџ            | Луис        |
| Мајлс Гутијерез Рајли |             |
| Питер Џејкобсон       | Морис       |
| Раул Кастиљо          |             |
| Дилан Гелула          |             |
| Реј Николсон          |             |
| Дру Баримор           | Дру Баримор |